# Polygala marensis
Polygala marensis är en jungfrulinsväxtart som beskrevs av Burtt Davy. Polygala marensis ingår i släktet jungfrulinssläktet, och familjen jungfrulinsväxter. Inga underarter finns listade i Catalogue of Life.